# 松平定朝
松平 定朝（まつだいら さだとも、安永3年（1773年） - 安政3年7月8日（1856年8月8日））は、江戸幕府の旗本で、花菖蒲の育種家。松平定勝の四男定実の流れを組む松平織部家6代目の松平定寅の長男。母は岡氏（照光院）。通称は左金吾。官位は従五位下、伊勢守。晩年に菖翁と号する。妻は伊沢方守の娘の瑞光院。

## 経歴
寛政8年（1796年）に父が没したため、安房国朝夷郡、長狭郡内2000石を相続し、小普請となった。享和2年（1802年）、書院番より中奥番となり、文化14年（1817年）、西丸目付に昇進した。文政5年（1822年）に禁裏附となり京に赴いた。江戸で行っていた花菖蒲の栽培を京でも続けており、仁孝天皇へ献上された。文政10年（1822年）8月9日、京都西町奉行となった。天保6年（1835年）5月20日、小普請組支配となり江戸に戻り、翌年職を辞した。子の定央に家督を譲り、隠居した。
安政3年（1856年）、84歳で没した。法名は泰岳院殿勢州刺史松翁定朝大居士。

## 園芸
父の影響で幼い時より花を好み、様々な草花を栽培した。なかでも花菖蒲は江戸麻布桜田町（現在の港区元麻布、中国大使館付近）の屋敷で晩年に至るまで60年もの間、改良に取り組んだ。自作の品種は基本的に門外不出としていた。父の代から改良を続けた花菖蒲が、軽々しく露天などで売られることを嫌っていたためであるが、定朝の品種は評判となり、邸宅に多くの人が押しかけて門前で市が開かれるようになり、定朝は請われるまま花菖蒲を分け与えた。自作の品種は生涯に300品種弱を数えたが、その中でも自身が絶賛して止まなかったのは「宇宙」という品種であった。弘化2年（1845年）、自作の品種の栽培方法などをまとめ、『花鏡』（のちに『花菖培養録』と改題）に著した。